# Карашокинський сільський округ
Карашоки́нський сільський округ (каз. Қарашоқы ауылдық округі, рос. Карашокинский сельский округ) — адміністративна одиниця у складі Кербулацького району Жетисуської області Казахстану. Адміністративний центр — село Карашоки.
Населення — 2233 особи (2021; 2194 у 2009, 3188 у 1999, 3822 у 1989).
Станом на 1989 рік існувала Ільїчівська сільська рада (село Карашоки), селище Рудник Архарли перебувало у складі Сарибастауської сільської ради.

## Склад
До складу округу входять такі населені пункти:
| Населений пункт | Населення, осіб (1989) | Населення, осіб (1999) | Населення, осіб (2009) | Населення, осіб (2021) |
| --------------- | ---------------------- | ---------------------- | ---------------------- | ---------------------- |
| Архарли, село   | 925                    | 629                    | 334                    | 291                    |
| Карашоки, село  | 2897                   | 2559                   | 1860                   | 1942                   |